# 頑強的D
頑強的D（英語：Tenacious D）是一支由傑克·布萊克和凱爾·蓋斯於1994年在加利福尼亞州洛杉磯組成的二人喜劇搖滾樂隊，共發行了三張專輯，即《頑強的D》（2001）、《搖滾之神》（2006）和《浴火重生》（2012）。 在現場演奏時的完整樂隊陣容還要加上吉他手約翰·科內斯基和貝斯手約翰·斯派克。鼓手戴夫·格羅爾有時也會出演。
在1999年於同名電視劇中出演後，該樂隊開始出名。 2001年發佈的同名專輯，其中的第一首歌《Tribute》是該樂隊的成名曲，一度登上所有榜單的前十名。後來此記錄被他們的新作的《The Metal》 刷新。
評論家們認為該樂隊的作品將搖滾樂和荒誕喜劇結合在了一起，因此將其風格稱為“mock rock”（嘲諷搖滾）。 其歌曲主要是在誇耀其音樂創作和性能力，也涉及攝食大麻等問題。

## 外部連結
- 官方网站